# Agout
Az Agout folyó Franciaország területén, a Tarn bal oldali mellékfolyója.

## Földrajzi adatok
A folyó Hérault megyében ered 1060 méterrel a tengerszint felett, és Saint-Sulpice városkánál ömlik be a Tarnba. A vízgyűjtő terület nagysága 3500 km², hossza 194,4 km. 
Mellékfolyói a Vèbre, Bertou, Thoré, Dadou.

## Megyék és városok a folyó mentén
- Hérault: Cambon-et-Salvergues, Fraisse-sur-Agout, La Salvetat-sur-Agout
- Tarn: Brassac, Castres, Lavaur, Saint-Sulpice

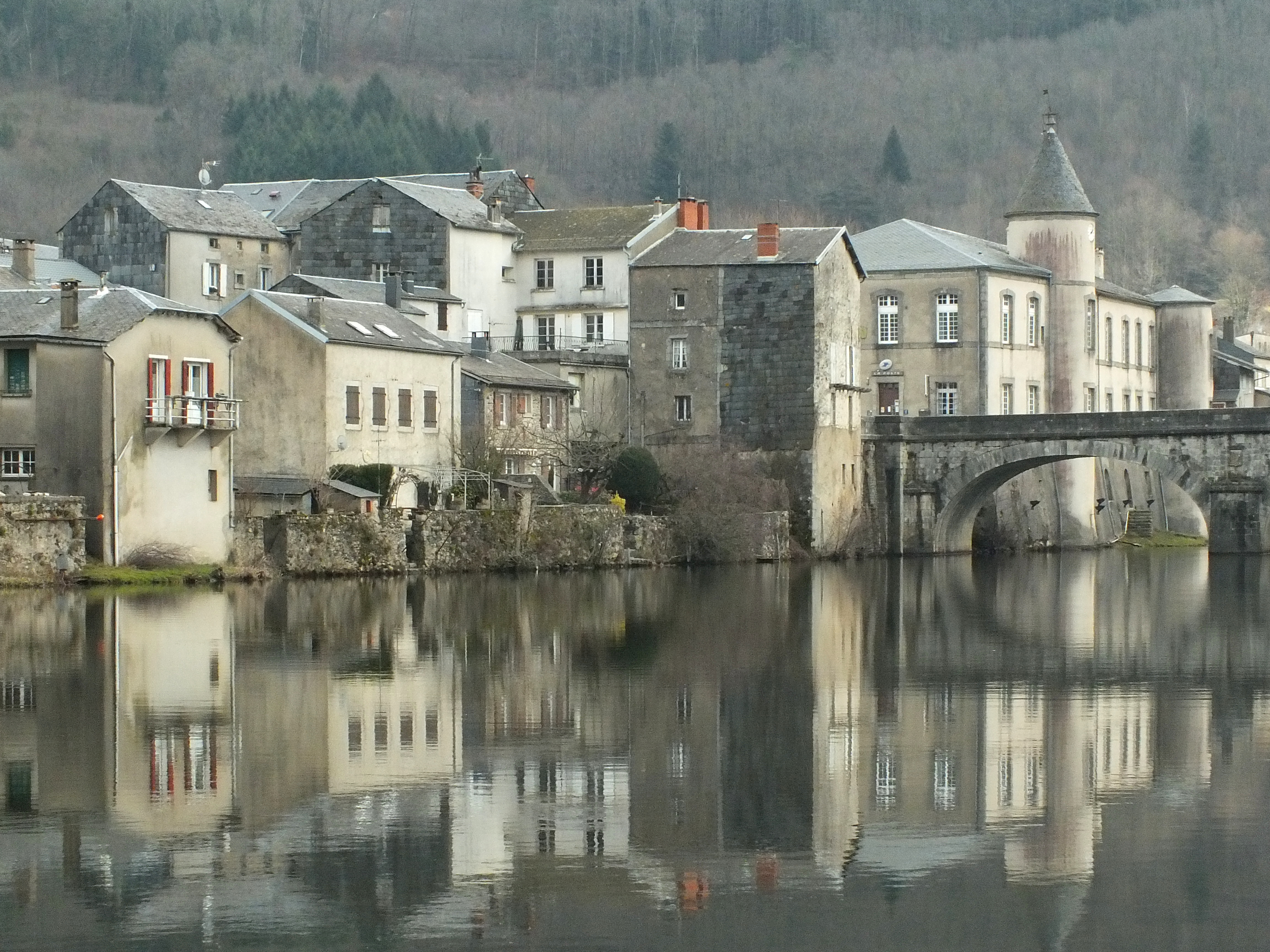
Brassac
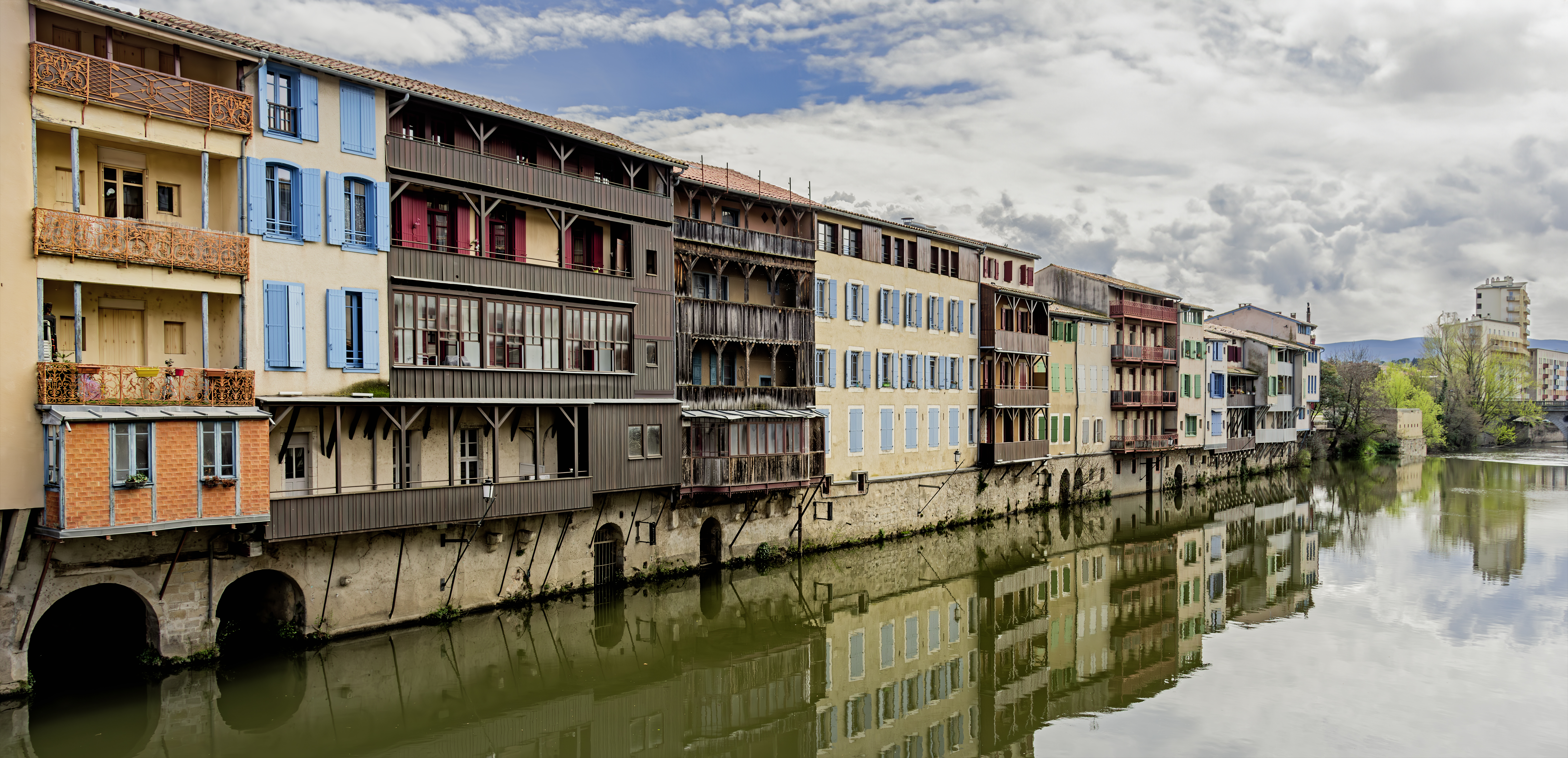
Castres
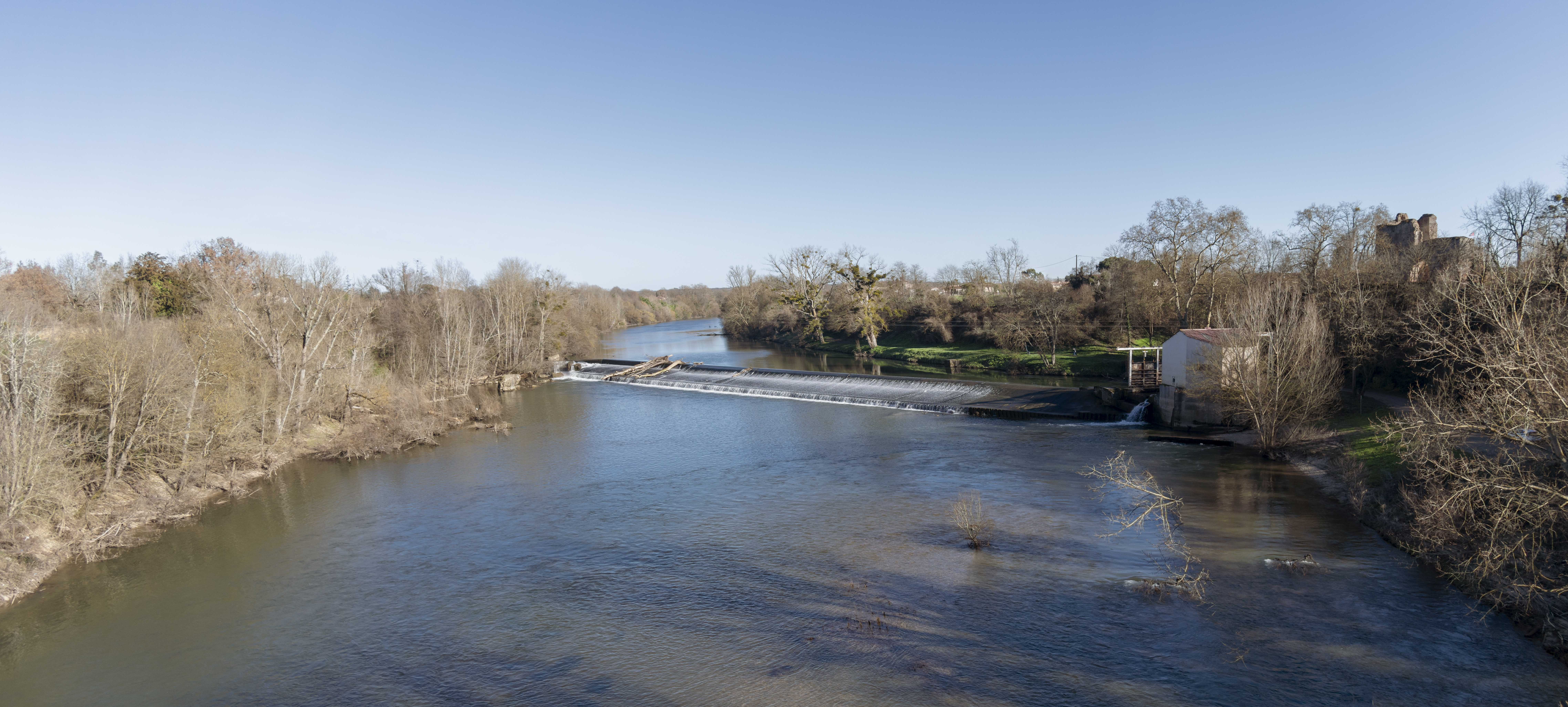
Saint-Sulpice